# Corydoras hastatus
Corydoras hastatus Eigenmann & Eigenmann, 1888 è un pesce d'acqua dolce appartenente alla famiglia Callichthyidae.

## Distribuzione e habitat
Proviene dal Sud America, dove il suo areale si estende dal sud del Brasile fino al nord dell'Argentina. È diffuso negli affluenti ricchi di vegetazione acquatica del Paraguay.

## Descrizione
È un pesce di piccole dimensioni: la lunghezza massima registrata è di 2,4 cm. La colorazione è grigiastra, quasi trasparente, eccetto per una macchia nera con il bordo chiaro sul peduncolo caudale. Le pinne sono trasparenti.

## Biologia

### Comportamento
Vive in gruppi di circa una decina di esemplari. A differenza della maggior parte dei Corydoras non trascorre quasi tutto il suo tempo sul fondale.

### Riproduzione
Si riproduce in zone con corrente abbastanza intensa. Le uova, fino a 100, vengono fecondate mentre si trovano tra le pinne ventrali della femmina.

## Aquariofilia
Può essere allevato in acquario, dove talvolta riesce anche a riprodursi. In commercio si trova, come Corydoras pygmaeus e Corydoras habrosus, con il nome comune "corydoras nano".